# الدوري الإنجليزي لكرة القدم 1994–95
الدوري الإنجليزي لكرة القدم 1994–95 (بالإنجليزية: 1994–95 Football League)‏ هو موسم من دوري كرة القدم الإنجليزي. فاز فيه نادي ميدلزبره.